# Vattengyalidea
Vattengyalidea (Gyalidea diaphana) är en lavart som först beskrevs av Körb. ex Nyl., och fick sitt nu gällande namn av Vezda. Vattengyalidea ingår i släktet Gyalidea och familjen Gomphillaceae.  Arten är reproducerande i Sverige. Inga underarter finns listade i Catalogue of Life.